# David Pannick, Baron Pannick
David Philip Pannick, Baron Pannick KC (* 7. März 1956) ist ein britischer Barrister und Life Peer.

## Leben und Karriere
Pannick wurde im März 1956 als Sohn von Maurice Pannick geboren. Er besuchte die Bancroft’s School und das Hertford College der Oxford University. Dort schloss er mit einem Master of Arts ab.
Er wurde 1978 als Anwalt zugelassen (called to the bar) am Gray’s Inn. Er ist seit 1978 Fellow des All Soul’s College der Universität Oxford und seit 2004 Ehren-Fellow des Hertford College in Oxford. 1988 bis 1992 war er Junior Crown Counsel to the Common Law und er ist Kronanwalt (Queen´s Counsel, QC).
Er ist als Anwalt auf vielen verschiedenen Gebieten tätig, unter anderem Menschenrechtsfälle, Öffentliches Recht (Public Law), Arbeitsgerichtsfälle, Medienrecht, Sport, einschließlich Prozessen vor dem Europäischen Gerichtshof für Menschenrechte, wo er unter anderem Max Mosley und Michail Borissowitsch Chodorkowski vertrat. Im September 2019 vertrat er die erfolgreiche Klage von Gina Miller gegen die fünfwöchige Beurlaubung des britischen Parlaments durch Premier Boris Johnson.

## Mitgliedschaft im House of Lords
Er wurde am 3. November 2008 zum Life Peer als Baron Pannick, of Radlett in the County of Hertfordshire ernannt. Im House of Lords sitzt er als Crossbencher. Seine offizielle Einführung erfolgte am 3. November 2008 mit der Unterstützung von Harry Woolf und Anthony Lester, Baron Lester of Herne Hill. Am 18. November 2008 hielt er dort seine Antrittsrede. Seit 2008 gehört er dem Ausschuss für Staatsrecht (Constitution-Committee) an.
Seine Anwesenheit bei Sitzungstagen liegt im mittleren bis regelmäßigen Bereich.

## Familie
Pannick heiratete 1978 Denise Sloam, die 1999 verstarb. 2003 heiratete er  Nathalie Trager-Lewis.

## Veröffentlichungen
- Judicial Review of the Death Penalty. Duckworth, London 1982, ISBN 0-7156-1594-7.
- Sex Discrimination Law. Clarendon Press of Oxford University Press, Oxford 1985, ISBN 0-19-825481-4.
- Judges. Oxford University Press, Oxford u. a. 1987, ISBN 0-19-215956-9.
- Advocates. Oxford University Press, Oxford u. a. 1992, ISBN 0-19-811948-8.
- als Herausgeber mit Lord Lester of Herne Hill: Human Rights Law and Practice. Butterworths, London 1999, ISBN 0-406-90126-0 (2nd edition. LexisNexis u. a., London 2004, ISBN 0-406-96971-X).

Er ist Mitherausgeber der Zeitschrift Public Law.